# Molotov (Band)
Molotov ist eine Crossover-Band aus Mexiko. Ihr Stil ähnelt dem von Rage Against the Machine, allerdings sind die Texte der Band zumeist in Spanisch verfasst.

## Geschichte
Gegründet wurde die Band am 23. September 1995 in Mexiko-Stadt. Durch das Album ¿Dónde Jugarán Las Niñas?, insbesondere das Stück Gimme tha Power, wurde die Band auch in Europa bekannt. Der Titel ist eine Parodie auf das bis dahin erfolgreichste Album der mexikanischen Pop-Rock-Band Maná, ¿Dónde Jugarán los Niños?. Aus Wo werden die Kinder spielen? wird Wo werden die kleinen Mädchen spielen?. Die sexuelle Anspielung wird durch das Albumcover verdeutlicht.
Um die Jahrtausendwende war die Band auch häufig live zu sehen, etwa auf der Warped Tour 1999, einem Punk-Rock- bzw. Skatepunk-Festival mit den Ärzten und Blink-182, oder auf der in ähnlichem Umfeld angesiedelten Flying-High-Tour 2000 mit Bands wie Sick of It All oder No Fun At All. Aber auch solo war die Band weltweit unterwegs.
2005 verzeichneten Molotov einen Erfolg, indem sie die Titelmelodie zu dem PC- und Konsolenspiel Total Overdose von Eidos Interactive mit dem Song Molotov-Cocktail-Party lieferten, der auch auf der 2007 erschienenen PSP-Umsetzung Chili Con Carnage zu finden ist. Das ebenfalls im Spiel vorkommende Lied Apocalypshit der Band wurde außerdem in der Pilotfolge der Serie Breaking Bad verwendet.
Seit dem 12. Januar 2007 kursierten Gerüchte über eine mögliche Trennung der Band. Dieses Gerücht wurde im September auf der Myspace-Seite als teilweise falsch bekanntgegeben. Molotov lösten sich zwar auf, doch nur, um jedem der vier Bandmitgliedern zu ermöglichen, seine „eigenen“ Songs zu schreiben. Diese wurden dann auf einer CD namens Eternamiente (dt.: Wortspiel zwischen „Auf Ewig“ und „Er/Sie lügt“) veröffentlicht.
Einige bekannte Lieder sind:
- Gimme tha Power (¿Dónde Jugarán Las Niñas?)
- Puto (¿Dónde Jugarán Las Niñas?)
- Frijolero (Dance And Dense Denso)

Auf dem Album Con Todo Respeto finden sich gleich zwei Coverversionen ursprünglich deutschsprachiger Stücke – Amateur, einem Cover von Falcos Rock me Amadeus und Trios Da Da Da.

## Stil
Die Gruppe behandelt in ihren Texten unter anderem sarkastisch das Verhältnis der USA zu Mexiko und viele andere politisch angehauchte Themen, wodurch sie immer wieder in Konflikt mit der mexikanischen Zensur gerät.
Musikalisch gesehen besteht ihr Stil aus Flamenco-Gitarrenriffs, Turntable-Scratches und meistens einem harten, basslastigen Klangteppich.

## Diskografie
| Jahr | Titel                        | Höchstplatzierung, Gesamtwochen, AuszeichnungChartplatzierungen (Jahr, Titel, Platzierungen, Wochen, Auszeichnungen, Anmerkungen) | Höchstplatzierung, Gesamtwochen, AuszeichnungChartplatzierungen (Jahr, Titel, Platzierungen, Wochen, Auszeichnungen, Anmerkungen) | Höchstplatzierung, Gesamtwochen, AuszeichnungChartplatzierungen (Jahr, Titel, Platzierungen, Wochen, Auszeichnungen, Anmerkungen) | Anmerkungen                              |
| Jahr | Titel                        | CH | US | MX | Anmerkungen                              |
| ---- | ---------------------------- | --- | --- | --- | ---------------------------------------- |
| 1997 | ¿Dónde Jugarán Las Niñas?    | CH99 (1 Wo.)CH | US— ×2Doppelplatin (Latin)US | — | Erstveröffentlichung: 26. August 1997    |
| 1999 | Apocalypshit                 | CH49 (1 Wo.)CH | — | MX— PlatinMX | Erstveröffentlichung: 14. September 1999 |
| 2004 | Con Todo Respeto             | — | — | MX6 Gold · (38 Wo.)MX | Erstveröffentlichung: 26. Oktober 2004   |
| 2007 | Hasta la basura se separa    | — | — | MX97 (1 Wo.)MX | EP                                       |
| 2007 | Eternamiente                 | — | — | MX22 (22 Wo.)MX | Erstveröffentlichung: 16. Oktober 2007   |
| 2014 | Agua Maldita                 | — | — | MX3 (8 Wo.)MX | Erstveröffentlichung: 10. Juni 2014      |
| 2018 | MTV Unplugged: El Desconecte | — | — | MX1 (16 Wo.)MX | Erstveröffentlichung: 24. August 2018    |

grau schraffiert: keine Chartdaten aus diesem Jahr verfügbar
Weitere Alben
- 1998: Molomix (Remix Collection)
- 2003: Dance And Dense Denso (MX: Gold)
- 2012: Desde Rusia Con Amor (Live-CD/DVD, MX: Gold)